# Merced Wild and Scenic River
La Merced Wild and Scenic River est une aire protégée américaine assurant la conservation d'une partie du cours de la Merced, en Californie. Cette National Wild and Scenic River relève du Bureau of Land Management, du National Park Service et du Service des forêts des États-Unis.